# ISO 3166-2:SD
کد ISO 3166-2:SD بخشی از استاندارد ایزو ۳۱۶۶ برای کشور سودان است که توسط سازمان بین‌المللی استانداردسازی ISO تنظیم شده‌است این سازمان، کدهای استاندارد را برای تقسیمات کشوری (ایالت‌ها یا استان‌های) کشورهای فهرست شده در استاندارد ایزو ۳۱۶۶-۱ تعریف می‌کند.
هر کد شامل دو بخش می‌گردد که توسط علامت - جدا می‌گردند.
- بخش نخست SD که در ایزو ۳۱۶۶-۱ آلفا-۲ کد کشور سودان است.
- بخش دوم شامل یک یا دو یا سه حرف است که بیان کننده استان یا ایالت کشور سودان می‌باشد.

## کدها
| کدها  | تقسیمات کشوری          |
| ----- | ---------------------- |
| SD-RS | دریای سرخ              |
| SD-GZ | جزیره                  |
| SD-KH | خرطوم                  |
| SD-GD | القضارف (شهر)          |
| SD-NR | River Nile (state)     |
| SD-NW | نیل سفید (ایالت سودان) |
| SD-NB | نیل آبی (ایالت)        |
| SD-NO | شمالیه                 |
| SD-DW | دارفور غربی            |
| SD-DS | دارفور جنوبی           |
| SD-KS | کردفان جنوبی           |
| SD-KA | کسلا (ایالت)           |
| SD-DN | دارفور شمالی           |
| SD-KN | کردفان شمالی           |
| SD-DE | Darfur Orientale       |
| SD-SI | سنار                   |
| SD-DC | Darfur Centrale        |